# Софора товстоплода
Софора товстоплода (Sophóra pachycárpa) — трав'яниста рослина; вид роду Софора родини Бобові (Fabaceae).
Багаторічна трав'яниста рослина 30-60 см заввишки з глибокою і потужною кореневою системою. Коріння з безліччю додаткових бруньок, з яких розвиваються нові надземні пагони.
Стебла гіллясті майже від заснування.
Листя непарноперисті, з 6-12 парами довгасто-еліптичних листочків.
Квітки кремові, в колосоподібних верхівкових волотях. Чашечка широкодзвоникова, густоопушена. Вінчик широкий, по довжині приблизно дорівнює крилам і човнику. Тичинок десять, маточка з сильноопушеною зав'язз'ю. Цвіте в травні — червні.
Плоди — бурі, майже чорні боби, короткі з мало вираженою перетяжкою посередині, волосисті, товсті, нерозкриті. Насінини еліптичні, 5-6 мм довжиною, темно-коричневі або майже чорні.